# Liste der Torschützenkönige des Afrika-Cups
Die Liste der Torschützenkönige des Afrika-Cups umfasst alle Torschützenkönige des Wettbewerbs. Gelistet werden die Torschützen mit den meisten Treffern je Turnier, unabhängig davon, ob sie bei der durch die CAF durchgeführten Wahl zum „Goldenen Schuh“ obsiegten, da dort gegebenenfalls auch die Zahl der Vorlagen bzw. Spielminuten (2010) entscheidet. Rekordtorschützenkönige mit je zwei Titeln sind, unabhängig davon ob sie sich den Titel mit anderen Spielern teilen mussten, der Ivorer Laurent Pokou, die Nigerianer Segun Odegbami und Rashidi Yekini sowie die Kameruner Roger Milla, Patrick M’Boma und Samuel Eto’o, wobei alle Spieler jeweils ihre Titel aus dem Vorjahr verteidigen konnten. Rekordtorschütze ist der Kongolese (damals Zaire) Pierre Ndaye Mulamba der 1974 neun Tore erzielte.

## Torschützenkönige
| Jahr | Spieler                                                         | Tore |
| ---- | --------------------------------------------------------------- | ---- |
| 1957 | Mohamed Diab al-Attar                                           | 5    |
| 1959 | Mahmoud El-Gohary                                               | 3    |
| 1962 | Abdelfatah Badawi Mengistu Worku                                | 3    |
| 1963 | Hassan El-Shazly                                                | 6    |
| 1965 | Eustache Manglé Ben Acheampong Osei Kofi                        | 3    |
| 1968 | Laurent Pokou                                                   | 6    |
| 1970 | Laurent Pokou                                                   | 8    |
| 1972 | Salif Keïta                                                     | 5    |
| 1974 | Pierre Ndaye Mulamba                                            | 9    |
| 1976 | Mamadou Aliou Kéïta                                             | 4    |
| 1978 | Segun Odegbami Philip Omondi Opoku Afriyie                      | 3    |
| 1980 | Khaled Al Abyad Labied Segun Odegbami                           | 3    |
| 1982 | George Alhassan                                                 | 4    |
| 1984 | Taher Abouzaid                                                  | 4    |
| 1986 | Roger Milla                                                     | 4    |
| 1988 | Abdoulaye Traoré Gamal Abdel-Hamid Lakhdar Belloumi Roger Milla | 2    |
| 1990 | Djamel Menad                                                    | 4    |
| 1992 | Rashidi Yekini                                                  | 4    |
| 1994 | Rashidi Yekini                                                  | 5    |
| 1996 | Kalusha Bwalya                                                  | 5    |
| 1998 | Benni McCarthy Hossam Hassan                                    | 7    |

| 2000                                   | Shaun Bartlett                                                                                               | 5 |
| 2002                                   | Julius Aghahowa Patrick M’Boma Salomon Olembé                                                                | 3 |
| 2004                                   | Patrick M’Boma Frédéric Kanouté Jay-Jay Okocha Youssef Mokhtari Francileudo Silva dos Santos                 | 4 |
| 2006                                   | Samuel Eto’o                                                                                                 | 5 |
| 2008                                   | Samuel Eto’o                                                                                                 | 5 |
| 2010                                   | Gedo | 5 |
| 2012                                   | Manucho Didier Drogba Pierre-Emerick Aubameyang Cheick Diabaté Houssine Kharja Chris Katongo Emmanuel Mayuka | 3 |
| 2013                                   | Mubarak Wakaso Emmanuel Emenike                                                                              | 4 |
| 2015                                   | Ahmed Akaïchi André Ayew Javier Balboa Thievy Bifouma Dieumerci Mbokani                                      | 3 |
| 2017                                   | Junior Kabananga                                                                                             | 3 |
| 2019                                   | Odion Ighalo                                                                                                 | 5 |
| 2022                                   | Vincent Aboubakar                                                                                            | 8 |
| 2024                                   | Emilio Nsue                                                                                                  | 5 |
| Jeweils auch Turniersieger Rekordmarke | |   |

1. 1 2 3  jeweils ausgezeichnet mit dem Goldenen Schuh

### Ranglisten
| Rang | Spieler        | Titel |
| ---- | -------------- | ----- |
| 1    | Samuel Eto’o   | 2     |
|      | Patrick M’Boma | 2     |
|      | Roger Milla    | 2     |
|      | Segun Odegbami | 2     |
|      | Laurent Pokou  | 2     |
|      | Rashidi Yekini | 2     |

| Rang | Land             | Titel |
| ---- | ---------------- | ----- |
| 1    | / Ägypten        | 8     |
|      | Nigeria          | 8     |
|      | Kamerun          | 8     |
| 4    | / Ghana          | 6     |
| 5    | Elfenbeinküste   | 5     |
| 6    | Mali             | 3     |
|      | Marokko          | 3     |
|      | Sambia           | 3     |
| 9    | Algerien         | 2     |
|      | DR Kongo         | 2     |
|      | Südafrika        | 2     |
|      | Tunesien         | 2     |
|      | Äquatorialguinea | 2     |
| 14   | Angola           | 1     |
|      | Äthiopien        | 1     |
|      | Gabun            | 1     |
|      | Guinea           | 1     |
|      | Uganda           | 1     |
|      | Zaire            | 1     |
|      | Republik Kongo   | 1     |